# Оушена (Західна Вірджинія)
Оушена (англ. Oceana) — місто (англ. town) в США, в окрузі Вайомінг штату Західна Вірджинія. Населення — 1449 осіб (2020).

## Географія
Оушена розташована за координатами 37°41′36″ пн. ш. 81°37′48″ зх. д. / 37.69333° пн. ш. 81.63000° зх. д. (37.693434, -81.629862).  За даними Бюро перепису населення США в 2010 році місто мало площу 3,45 км², з яких 3,34 км² — суходіл та 0,10 км² — водойми.

## Демографія
Згідно з переписом 2010 року, у місті мешкали 1394 особи в 595 домогосподарствах у складі 408 родин. Густота населення становила 404 особи/км².  Було 651 помешкання (189/км²).
Расовий склад населення:
| - 97,5 % — білих - 0,3 % — корінних американців - 0,2 % — чорних або афроамериканців - 0,1 % — азіатів |

До двох чи більше рас належало 1,6 %. Частка іспаномовних становила 0,9 % від усіх жителів.
За віковим діапазоном населення розподілялося таким чином: 21,0 % — особи молодші 18 років, 60,7 % — особи у віці 18—64 років, 18,3 % — особи у віці 65 років та старші. Медіана віку мешканця становила 44,8 року. На 100 осіб жіночої статі у місті припадало 94,4 чоловіків;  на 100 жінок у віці від 18 років та старших — 88,5 чоловіків також старших 18 років.
Середній дохід на одне домашнє господарство  становив 40 667 доларів США (медіана — 29 125), а середній дохід на одну сім'ю — 48 877 доларів (медіана — 37 000). Медіана доходів становила 54 500 доларів для чоловіків та 28 583 долари для жінок. За межею бідності перебувало 23,9 % осіб, у тому числі 36,4 % дітей у віці до 18 років та 5,1 % осіб у віці 65 років та старших.
Цивільне працевлаштоване населення становило 314 особи. Основні галузі зайнятості: сільське господарство, лісництво, риболовля — 23,2 %, освіта, охорона здоров'я та соціальна допомога — 22,3 %, роздрібна торгівля — 20,4 %.